# Kirchheim bei München
Kirchheim bei München (ufficialmente Kirchheim b. München) è un comune tedesco di 12 094 abitanti, situato nel land della Baviera. È gemellato con il comune di Caramanico Terme, situato in provincia di Pescara in Italia. È un sobborgo di Monaco di Baviera.